# Emma Sjöberg
Emma Wiklund (născută Sjöberg, n. 13 septembrie 1968, Stockholm) este o actriță și fotomodel suedez.
Ea și-a început cariera de actriță în 1995, și a devenit cunoscută în special datorită celor patru filme din seria Taxi (1998–2007).
Pe 12 februarie 2003 s-a căsătorit cu Hans Wiklund, cu care are doi copii, fiica Tyra și fiul Elis. Anterior a avut o relație cu Ulf Ekberg, compozitor & co-fondator al Ace of Base, între 1994 și 2000.

## Filmografie
- 2007 - Taxi 4, Petra (creditată ca Emma Sjöberg-Wiklund)
- 2004 - Big Kiss, Sonja
- 2003 - Taxi 3, Petra
- 2000 - Taxi 2, Petra
- 2000 - Petite copine, (scurt)
- 1999 - Simon Sez, dansatoarea
- 1998 - Taxi, Petra
- 1995 - Inferno
- 1992 - Inferno